# Albentosa
Albentosa är en kommun i Spanien.   Den ligger i provinsen Provincia de Teruel och regionen Aragonien, i den östra delen av landet, 250 km öster om huvudstaden Madrid. Antalet invånare är 290. Arean är 68 kvadratkilometer. Albentosa gränsar till Manzanera, Mora de Rubielos och San Agustín. 
Terrängen i Albentosa är platt västerut, men österut är den kuperad.